# Complot de Rye House

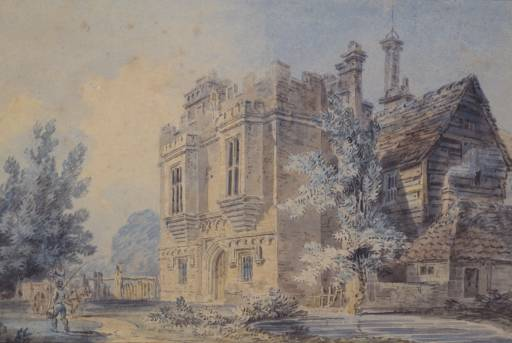
Rye House (Hertfordshire) en una acuarela de 1793.

El complot de Rye House de 1683 fue un plan de asesinato del rey Carlos II de Inglaterra y su hermano (heredero al trono) Jacobo, Duque de York. Los historiadores tienen varias respuestas en cuanto a los detalles cómo terminó la conspiración. Pero es una idea común que planeaban una rebelión contra la monarquía de los Estuardo, y que sus cabecillas fueron duramente represaliados. Este complot ha de ser tenido en cuenta como un presagio de las rebeliones de 1685.
La principal causa del atentado era la relación que el rey Carlos mantenía con los monarcas católicos, en especial Luis XIV. Su hermano y heredero Jacobo, había confesado su conversión al catolicismo, y esto estaba mal visto por algunos sectores del Parlamento, en especial antiguos republicanos y representantes de la población protestante. El anticatolicismo surgía de la asociación entre absolutismo y la Iglesia Católica, mientras que el rey era el jefe de la Iglesia Anglicana. En 1681 se había solicitado la aprobación de la Exclusión Bill para apartar a James (Jacobo) de la sucesión al trono, pero el rey Carlos depuso esa proposición del Parlamento.

## El complot
Rye-House era una mansión de Hertfordshire, al norte de Londres, una construcción medieval rodeada por un foso. Richard Rumbold, quien por ser tuerto era conocido como Aníbal, el general cartaginés, la había alquilado con la intención de preparar una emboscada al rey y a su hermano al pasar de regreso de las carreras de Newmarket, población cercana a Cambridge. Aníbal era un republicano de los de Cromwell, veterano de la guerra civil, aunque no actuaba en solitario. Formaba parte de un nutrido grupo de whigs, a los que luego se quiso incluir a otros como Locke, que se reunían en tabernas y en los sitios más insospechados para tramar su conjura. 
Durante mucho tiempo se debatió cuál sería la medida más oportuna. Unos, la Cábala de Monmmouth preferían la rebelión al asesinato, si bien pondrían a éste como substituto del rey. Otros reparaban en consideraciones morales por cometer un atentado sobre la persona del rey. Pero esta fue la postura que se decidió. El plan consistía en que los asesinos bloquearían con un carro el estrecho camino que pasaba junto a la mansión. Unos atacarían al acompañamiento, mientras que otros dispararía contra el carruaje real. El propio Aníbal se encargaría de matar al rey.
Pero al final, no tuvo lugar. El 1 de abril de 1683 hubiera tenido lugar el desenlace, si una semana antes no se hubiera desatado en Newmarket un pavoroso incendio que obligó a cancelar las carreras de caballos. Por tanto, la casualidad adelantó el regreso de la comitiva real a Londres y no se produjo el atentado.

## Papel del duque de Monmouth
Se discute el papel que pudieron tener la West y la Monmouth Cábala, contrarias al reinado de Carlos con algunas conexiones con Escocia, las nuevas colonias en América y los whigs exiliados en Holanda. El duque de Monmouth, hijo bastardo del rey formaba parte del complot contra su propio padre. Su papel es ambiguo, ya que no muestra un decidido interés por alcanzar el trono. Más adelante será un enemigo declarado del rey James II, por el que tuvo que marchar al exilio. Parece que Monmouth podría haber tenido conocimiento del complot través de Robert Ferguson, un clérigo de origen escocés que era uno de sus agentes. 
La oposición de Monmouth al atentado hubiese sido suficiente para que se modificara la gravedad del ataque planeado. Y existe la versión de que el ataque se hubiera convenido con un advenimiento de partidarios suyos venidos desde Escocia. Los más extremistas, la Cábala de Robert West, acordaron los planes de asesinato que por escasos días, no fueron llevados a cabo. 